# Dictyopteris
Genre
Synonymes
- Arcypteris Underw.[2]
- Dictyopteris C. Presl[2]
- Haliseris C.Agardh, 1820[3]
- Neurocarpus Weber & Mohr, 1805[3]
- Pleocnemia C. Presl (préféré par BioLib)[2]
- Sagenopteris Trevis.[2]

Dictyopteris est un genre d'algues brunes de la famille des Dictyotaceae.
L'espèce-type (l'holotype) est Dictyopteris polypodioides.

## Liste d'espèces
Selon AlgaeBase (23 octobre 2017) :
- Dictyopteris acrostichoides (J.Agardh) Bornet
- Dictyopteris areschougii (J.Agardh) O.C.Schmidt
- Dictyopteris australis (Sonder) Askenasy
- Dictyopteris camiguinensis Tanaka
- Dictyopteris cokeri (M.Howe) W.R.Taylor
- Dictyopteris crassinervia (Zanardini) O.C.Schmidt
- Dictyopteris delicatula J.V.Lamouroux
- Dictyopteris diaphana W.R.Taylor
- Dictyopteris dichotoma (Kuntze) O.Schmidt
- Dictyopteris divaricata (Okamura) Okamura
- Dictyopteris elongata J.V.Lamouroux (Sans vérification)
- Dictyopteris fucoides Tanaka
- Dictyopteris gracilis Womersley
- Dictyopteris hoytii W.R.Taylor
- Dictyopteris integerrima Zanardini (Sans vérification)
- Dictyopteris iyengarii P.Anand
- Dictyopteris iyengeri Anand (Sans vérification)
- Dictyopteris jamaicensis W.R.Taylor
- Dictyopteris jolyana E.C.Oliveira & R.P.Furtado
- Dictyopteris justii J.V.Lamouroux
- Dictyopteris latiuscula (Okamura) Okamura
- Dictyopteris ligulata (Suhr) O.C.Schmidt
- Dictyopteris longifolia Papenfuss
- Dictyopteris lucida M.A.Ribera Siguán, A.Gómez Garreta, Pérez Ruzafa, Barceló Martí & Rull Lluch
- Dictyopteris macrocarpa (Areschoug) O.C.Schmidt
- Dictyopteris muelleri (Sonder) Reinbold
- Dictyopteris nigricans Womersley
- Dictyopteris pacifica (Yendo) I.K.Hwang, H.-S.Kim & W.J.Lee
- Dictyopteris papenfussii Tanaka
- Dictyopteris plagiogramma (Montagne) Vickers
- Dictyopteris polypodioides (A.P.De Candolle) J.V.Lamouroux (espèce type)
- Dictyopteris prolifera (Okamura) Okamura
- Dictyopteris repens (Okamura) Børgesen
- Dictyopteris secundispiralis J.A.Phillips
- Dictyopteris serrata (Areschoug) Hoyt
- Dictyopteris undulata Holmes
- Dictyopteris woodwardia (R.Brown ex Turner) C.Agardh

Selon ITIS (23 octobre 2017) :
- Dictyopteris acrostichoides (J, Ag.) May
- Dictyopteris australis
- Dictyopteris delicatula Lamouroux
- Dictyopteris hoyti
- Dictyopteris johnstonei Gardner, 1940
- Dictyopteris justii Lamouroux
- Dictyopteris membranacea (Stackhouse) Batters
- Dictyopteris plagiogramma (Mont.) Vickers
- Dictyopteris polypodiodes (De Candolle) Lamoureaux
- Dictyopteris repens
- Dictyopteris undulata Holmes

Selon World Register of Marine Species (23 octobre 2017) :
- Dictyopteris acrostichoides (J.Agardh) Bornet, 1885
- Dictyopteris areschougii (J.Agardh) O.C.Schmidt, 1938
- Dictyopteris australis (Sonder) Askenasy, 1888
- Dictyopteris camiguinensis Tanaka, 1967
- Dictyopteris cokeri (M.A.Howe) W.R.Taylor, 1945
- Dictyopteris crassinervia (Zanardini) O.C.Schmidt, 1938
- Dictyopteris delicatula J.V.Lamouroux, 1809
- Dictyopteris diaphana W.R.Taylor, 1945
- Dictyopteris dichotoma (Kuntze) O.Schmidt, 1938
- Dictyopteris divaricata (Okamura) Okamura, 1932
- Dictyopteris elongata J.V.Lamouroux
- Dictyopteris fucoides Tanaka, 1960
- Dictyopteris gracilis Womersley, 1987
- Dictyopteris hoytii W.R.Taylor, 1960
- Dictyopteris integerrima Zanardini
- Dictyopteris iyengarii P.Anand, 1965
- Dictyopteris iyengeri Anand
- Dictyopteris jamaicensis W.R.Taylor, 1960
- Dictyopteris jolyana E.C.Oliveira & R.P.Furtado, 1978
- Dictyopteris justii J.V.Lamouroux, 1809
- Dictyopteris kermadecensis (A.D.Cotton) O.C.Schmidt, 1938
- Dictyopteris latiuscula (Okamura) Okamura, 1932
- Dictyopteris ligulata (Suhr) O.C.Schmidt, 1938
- Dictyopteris longifolia Papenfuss, 1947
- Dictyopteris lucida M.A.Ribera Siguán, A.Gómez Garreta, Pérez Ruzafa, Barceló Martí & Rull Lluch, 2005
- Dictyopteris macrocarpa (Areschoug) O.C.Schmidt, 1938
- Dictyopteris muelleri (Sonder) Reinbold, 1899
- Dictyopteris nigricans Womersley, 1949
- Dictyopteris pacifica (Yendo) I.K.Hwang, H.-S.Kim & W.J.Lee, 2004
- Dictyopteris papenfussii Tanaka, 1960
- Dictyopteris plagiogramma (Montagne) Vickers, 1905
- Dictyopteris polypodioides (A.P.De Candolle) J.V.Lamouroux, 1809
- Dictyopteris prolifera (Okamura) Okamura, 1930
- Dictyopteris repens (Okamura) Børgesen, 1924
- Dictyopteris secundispiralis J.A.Phillips, 2000
- Dictyopteris serrata (Areschoug) Hoyt, 1920
- Dictyopteris undulata Holmes, 1896
- Dictyopteris woodwardia (R.Brown ex Turner) C.Agardh, 1817